# Reiner Klimke
Reiner Klimke (14. ledna 1936, Münster – 17. srpna 1999, Münster) byl německý sportovní jezdec na koni. V drezuře získal šest zlatých olympijských medailí a dvě bronzové, což je v jezdectví rekord. Z šesti zlatých je jedna individuální, z Los Angeles 1984, a pět týmových (Tokio 1964, Mexiko 1968, Montréal 1976, Los Angeles 1984, Soul 1988). Oba bronzy byly z individuálních závodů (Mexiko 1968, Montréal 1976).
Celkem se zúčastnil šesti olympiád. Krom toho byl šestinásobným mistrem světa a jedenáctinásobným mistrem Evropy.
Byl rovněž široce uznávaným odborníkem, napsal několik publikací o výchově a tréninku sportovních koní.
Jeho dcera Ingrid Klimkeová se rovněž věnuje jezdectví a získala týmové zlato na olympijských hrách v Pekingu 2008 i v Londýně 2012.